# Біч-Крік Тауншип (округ Клінтон, Пенсільванія)
Біч-Крік Тауншип (англ. Beech Creek Township) — селище (англ. township) в США, в окрузі Клінтон штату Пенсільванія. Населення — 972 особи (2020).

## Демографія
Згідно з переписом 2010 року, у селищі мешкало 1015 осіб у 413 домогосподарствах у складі 306 родин. Було 677 помешкань
Расовий склад населення:
| - 98,8 % — білих - 0,5 % — азіатів - 0,1 % — чорних або афроамериканців |

До двох чи більше рас належало 0,6 %. Частка іспаномовних становила 0,2 % від усіх жителів.
За віковим діапазоном населення розподілялося таким чином: 20,1 % — особи молодші 18 років, 63,2 % — особи у віці 18—64 років, 16,7 % — особи у віці 65 років та старші. Медіана віку мешканця становила 44,0 року. На 100 осіб жіночої статі у селищі припадало 103,0 чоловіків;  на 100 жінок у віці від 18 років та старших — 103,3 чоловіків також старших 18 років.
Середній дохід на одне домашнє господарство  становив 61 669 доларів США (медіана — 48 250), а середній дохід на одну сім'ю — 68 109 доларів (медіана — 55 156). Медіана доходів становила 36 700 доларів для чоловіків та 30 156 доларів для жінок. За межею бідності перебувало 9,3 % осіб, у тому числі 17,3 % дітей у віці до 18 років та 6,0 % осіб у віці 65 років та старших.
Цивільне працевлаштоване населення становило 456 осіб. Основні галузі зайнятості: освіта, охорона здоров'я та соціальна допомога — 22,8 %, виробництво — 15,6 %, роздрібна торгівля — 14,9 %.